# Ghida, Bihor
Ghida (maghiară Berettyódéda) este un sat în comuna Balc din județul Bihor, Crișana, România.

 Acest articol despre o localitate din județul Bihor este deocamdată un ciot. Puteți ajuta Wikipedia prin completarea lui.